# Dendronephthya utinomii
Dendronephthya utinomii is een zachte koraalsoort uit de familie Nephtheidae. De koraalsoort komt uit het geslacht Dendronephthya. Dendronephthya utinomii werd in 1959 voor het eerst wetenschappelijk beschreven door Tixier-Durivault & Prevor. 